# Hradišťan

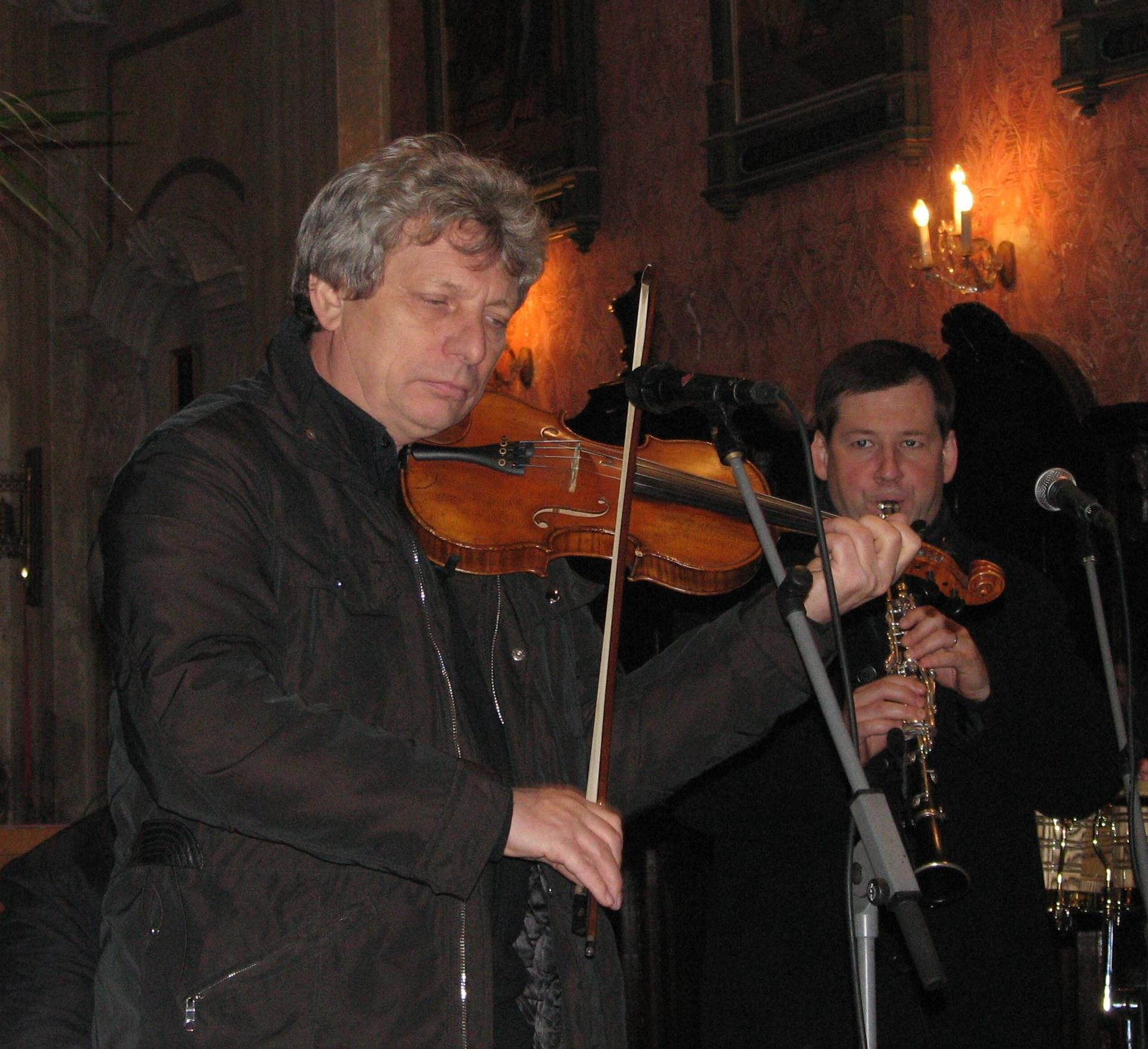
Hradišťan - Jiří Pavlica (vlevo) a David Burda - poutní chrám Narození Panny Marie ve Štípě 26.11.2011

Hradišťan je hudebně-taneční soubor, působící od roku 1950 v Uherském Hradišti. Po smrti zakladatele J. V. Staňka převzal v roce 1978 umělecké vedení Hradišťanu houslista a hudební skladatel Jiří Pavlica. Taneční složku vedly Jana Polášková, Yvona Kraváčková-Čižmárová a od roku 1992 Ladislava Košíková. Folklórní dramaturgie se transformovala do širších souvislostí historických, geografických, ale i společenských. Zvyšovaly se interpretační nároky na muzikanty i tanečníky a začala se významně prosazovat autorská tvorba. Obě složky souboru se vydaly také vlastní cestou a společných hudebně-tanečních vystoupení začalo ubývat. Muzika Hradišťan s Jiřím Pavlicou absolvovala stovky samostatných koncertů, ale účinkuje také na prestižních hudebních festivalech doma i v zahraničí. Nahrála více něž třicet zvukových nosičů. Tanečníci se pod vedením Ladislavy Košíkové kromě samostatných koncertních projektů podílí na divadelních a televizních inscenacích a vystupují s různými hudebními tělesy.
Při vzniku v roce 1950 Hradišťan navázal na činnost krúžkařského hnutí v Uherském Hradišti. Výraznými osobnostmi v počátku byli zakládající členové hudebník (klarinetista) a básník Otakar Horký, výtvarník a první primáš a choreograf Hradišťanu Jaroslav Václav Staněk a cimbalista Jaroslav Čech, který do souboru přistoupil v roce 1953. V roce 1955 vznikl dětský soubor Hradišťánek.
Brzy po vzniku se soubor dočkal několika ocenění (Staněk byl např. již v roce 1952 vyznamenán Cenou Klementa Gottwalda, soubor získal i různé zahraniční ceny, např. Zlatý náhrdelník burgundských vévodů z Dijonu a Pohár zlaté mirabelky z roku 1962), ale na počátku 70. let 20. století byla činnost souboru pod útlumem. Po Staňkově smrti 28. února 1978 se primášem stal Jiří Pavlica.
Během své historie se v Hradišťanu vystřídala řada generací hudebníků, tanečníků, sólových zpěváků (např. Věra Domincová, Vlasta Grycová, Antonín Čevela, Josef Pilát, Stanislav Gabriel) a také choreografů (Alena Skálová, Yvona Kraváčková-Čižmárová, Ladislava Košíková). Od roku 1995 mezi kmenové sólisty muziky patří zejména Alice Holubová, Jiří Pavlica a David Burda.

## Diskografie
- Hraje a zpívá soubor písní a tanců Hradišťan, Hradišťan, Jaroslav Staněk, 1972
- Byla vojna u Slavkova, Hradišťan, Jiří Pavlica, 1982, 1995
- Od večera do rána, Hradišťan, Jiří Pavlica, 1984
- Vlasta Grycová, Vlasta Grycová, Hradišťan, cimbálová muzika Viléma Zahradníka, 1986
- Zbojné písně moravské, Hradišťan, Jiří Pavlica, 1986
- Hradišťu, Hradišťu, Věra Domincová, Hradišťan a Jiří Pavlica, 1989
- Pokoj Vám…, Jiří Pavlica, Hradišťan, Komorní orchestr Leoše Janáčka, 1991
- Karel Sháněl a přátelé, Karel Sháněl, Hradišťan, Žalman a spol., 1994
- Vlasta Redl – AG Flek, Vlasta Redl, AG Flek, Hradišťan – Jiří Pavlica, 1994
- Ozvěny duše, Hradišťan, Jiří Pavlica, 1994
- V Brně na Špilberku stojí vraný kůň, Hradišťan, Gajdoši, Muzika Martina Hrbáče, 1996
- Primáš Jaroslav Staněk a Hradišťan v letech 1955–1975, Jaroslav Staněk a Hradišťan v nahrávkách Českého rozhlasu, 1997
- Svítání, Yaz Kaz, Jiří Pavlica, Hradišťan, 1997
- Vánoční koncert, Hradišťan, Spirituál kvintet, 1998
- Moravské koledy, Bambini di Praga, Hradišťan, 1998
- O slunovratu, Hradišťan, Jiří Pavlica a hosté, 1999
- Sešli se I., Jiří Pavlica, Hradišťan a hosté, 2000
- Pavlica/Zrunek – mše, Ars Brunensis Chorus, Brněnský komorní orchestr, Hradišťan, 2000
- Mys dobré naděje, Jiří Pavlica, Dizu Plaatjies, Hradišťan, Talant, Wihanovo kvarteto, Ars Brunensis Chorus, 2001
- Sešli se II., Jiří Pavlica, Hradišťan a hosté, 2001
- Zpívání o lásce, Hradišťan, Bambini di Praga, 2001
- Sešli se III., Jiří Pavlica, Hradišťan a hosté, 2002
- Sešli se IV., Jiří Pavlica, Hradišťan a hosté, 2003
- Hradišťan & Muzykanci, Hradišťan, Jiří Pavlica, Muzykanci, 2003
- O slunovratu, Hradišťan, Jiří Pavlica, Ladislava Košíková, DVD 2004
- Hrajeme si u maminky, Hradišťan, Jiří Pavlica, děti, CD + kniha, 2005
- Hradišťan Live, Hradišťan, Jiří Pavlica, 2006
- Chvění (s podtitulem Suita dialogů), Jiří Pavlica, Hradišťan & Filharmonie Brno, Jumping Drums, Altai Kai, Petr Altrichter 2007
- Studánko, Rubínko, 2009
- Z hvězdy vyšlo slunce, 2009
- Vteřiny křehké, 2014
- Pozdraveno budiž světlo, 2017
- Hradišťan & Jiří Pavlica, Spirituál kvintet, Dagmar Pecková, 2020
- Společný koncert, 2022 – s Javory Beat